# Coenraad V. Bos

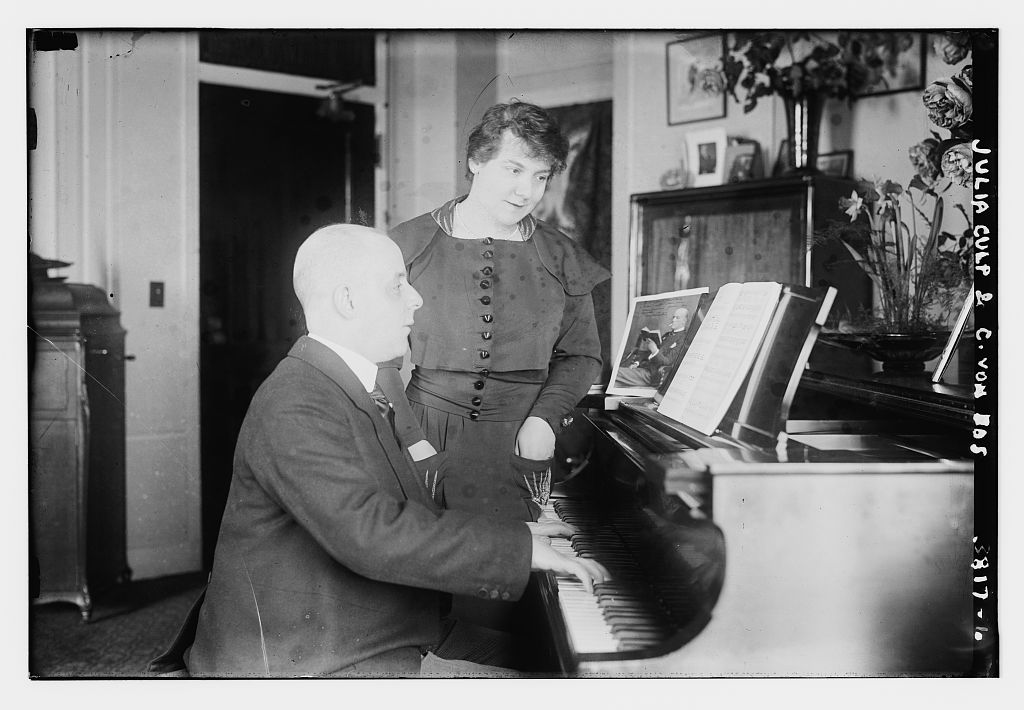
Julia Culp e Coenraad V. Bos, circa 1915

Coenraad Valentijn Bos (Leida, 7 dicembre 1875 – Chappaqua, 5 agosto 1955) è stato un pianista olandese, in particolare come accompagnatore di cantanti di lied. I suoi coetanei come Gerald Moore lo consideravano il decano degli accompagnatori del suo tempo.

## Biografia
Nacque a Leida nel 1875. Studiò sotto Julius Röntgen e all'Universität der Künste Berlin. Decise presto di diventare un accompagnatore, un campo in cui fece uno studio speciale.
Il 9 novembre 1896, alla presenza del compositore e ancora a un mese di distanza dal suo 21º compleanno, accompagnò il baritono olandese Anton Sistermans alla prima di Vier ernste Gesänge di Brahms a Vienna.
Per molti anni lavorò con cantanti come Raimund von zur-Mühlen, Elena Gerhardt (tour negli USA 1920, tour spagnolo 1928), Julia Culp, Frieda Hempel, Alexander Kipnis, Gervase Elwes, Ludwig Wüllner ed Helen Traubel (accompagnò la Traubel in una tournée mondiale nel 1945–46).
Apparve con il tredicenne Yehudi Menuhin a Berlino il 23 aprile 1929, e si scambiarono le loro fotografie incise, in commemorazione dell'evento.  Il dono di Bos a Menuhin è ora al Museo della Royal Academy of Music.
Ha inciso lied di Brahms, Reger, Schubert, Schumann e Wolf con Elena Gerhardt (1927–32). Ebbe un ruolo di primo piano nella Society's Complete Edition 1931–38 di Hugo Wolf, accompagnando Gerhardt, Herbert Janssen, Gerhard Hüsch, Alexandra Trianti ed Elisabeth Rethberg.
Morì a Chappaqua, New York, Stati Uniti il 5 agosto 1955, all'età di 79 anni.

## Eredità
Ha conservato i suoi ricordi musicali in The Well-tempered Accompanist (1949; scritto insieme ad Ashley Pettis).